# Peter Chamberlen
Pierre Chamberlen (anglicisé ensuite en Peter) est le nom de deux frères (Pierre le Vieux (1560-1631) et Pierre le Jeune (1572-1626)), inventeurs du forceps obstétrical.

## Biographie

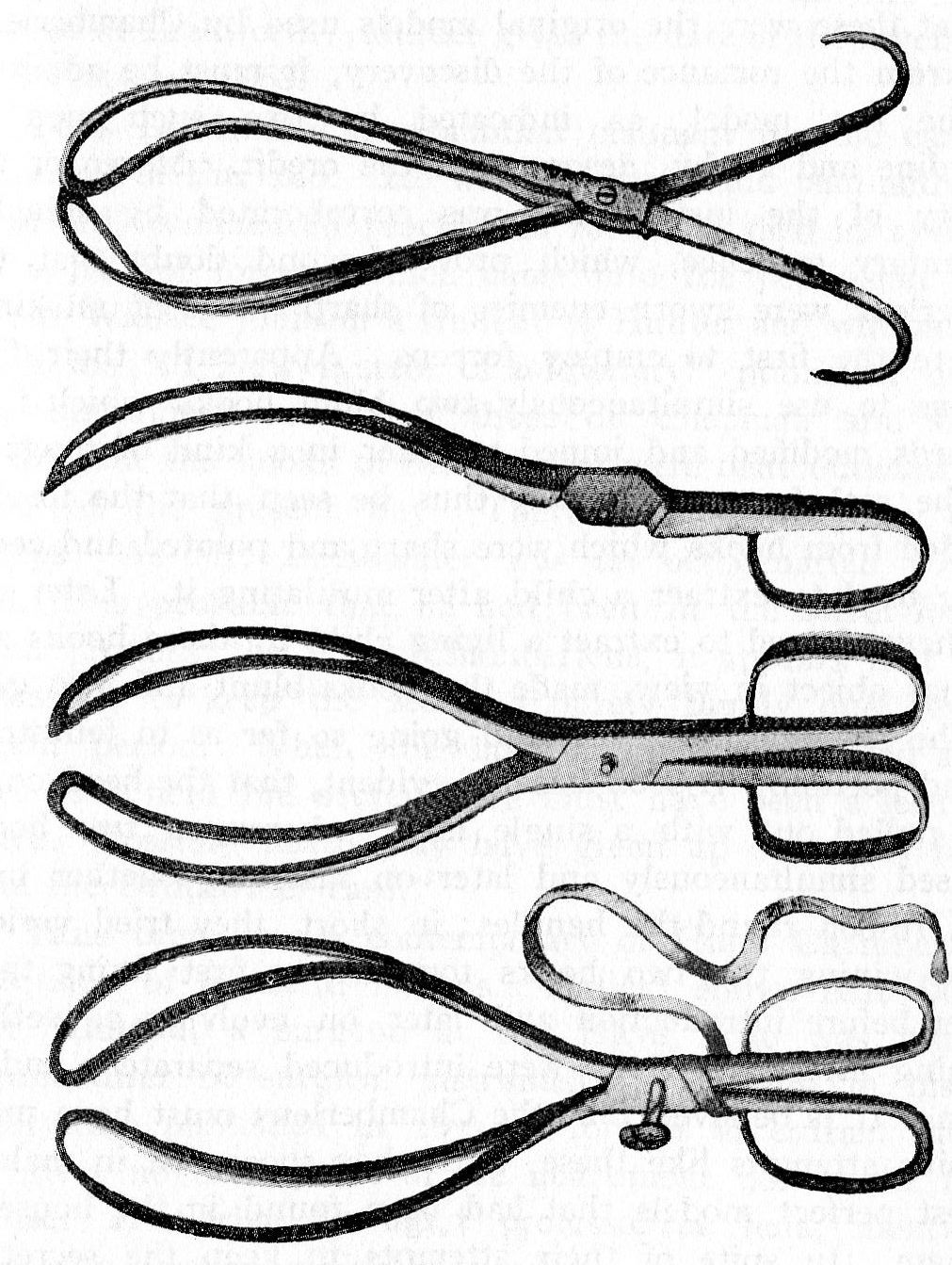
Les forceps des Chamberlen, retrouvés en 1813.

Les frères Chamberlen sont des huguenots normands originaires de Tancarville, exerçant à Paris, et ayant émigré en Angleterre en 1569, pour fuir les guerres de religion.
Leur père Guillaume et ses deux fils, tous deux prénommés Pierre, devenus chirurgiens accoucheurs, comme leur père, ont d'abord exercé à Southampton, avant de s’installer à Londres. L'inventeur du forceps est probablement Pierre l'ainé, qui est devenu chirurgien et accoucheur de la fille d’Henri IV de France et épouse du roi Charles Ier d'Angleterre, la reine Henriette.
Son neveu, Peter III dit Doctor Peter, qui lui succède ensuite à la Cour, a été le premier des Chamberlen à obtenir le titre envié de docteur en médecine, à une époque où les chirurgiens-barbiers accoucheurs n'étaient pas médecins,.
Les succès de cette dynastie d'accoucheurs dans la famille royale et les milieux princiers, sont en partie liés à l'utilisation d'un forceps qui leur permettait de dégager des enfants vivants de situations difficiles. Cet instrument métallique, qui était secret, était toujours transporté dans un coffret fermé, l'accouchée avait les yeux bandés, et l'accouchement se déroulait derrière des couvertures avec la seule présence des Chamberlen. Ce secret a été gardé pendant près d'un siècle, bien que sa présence soit attestée dès 1634.